# Illa Perejil

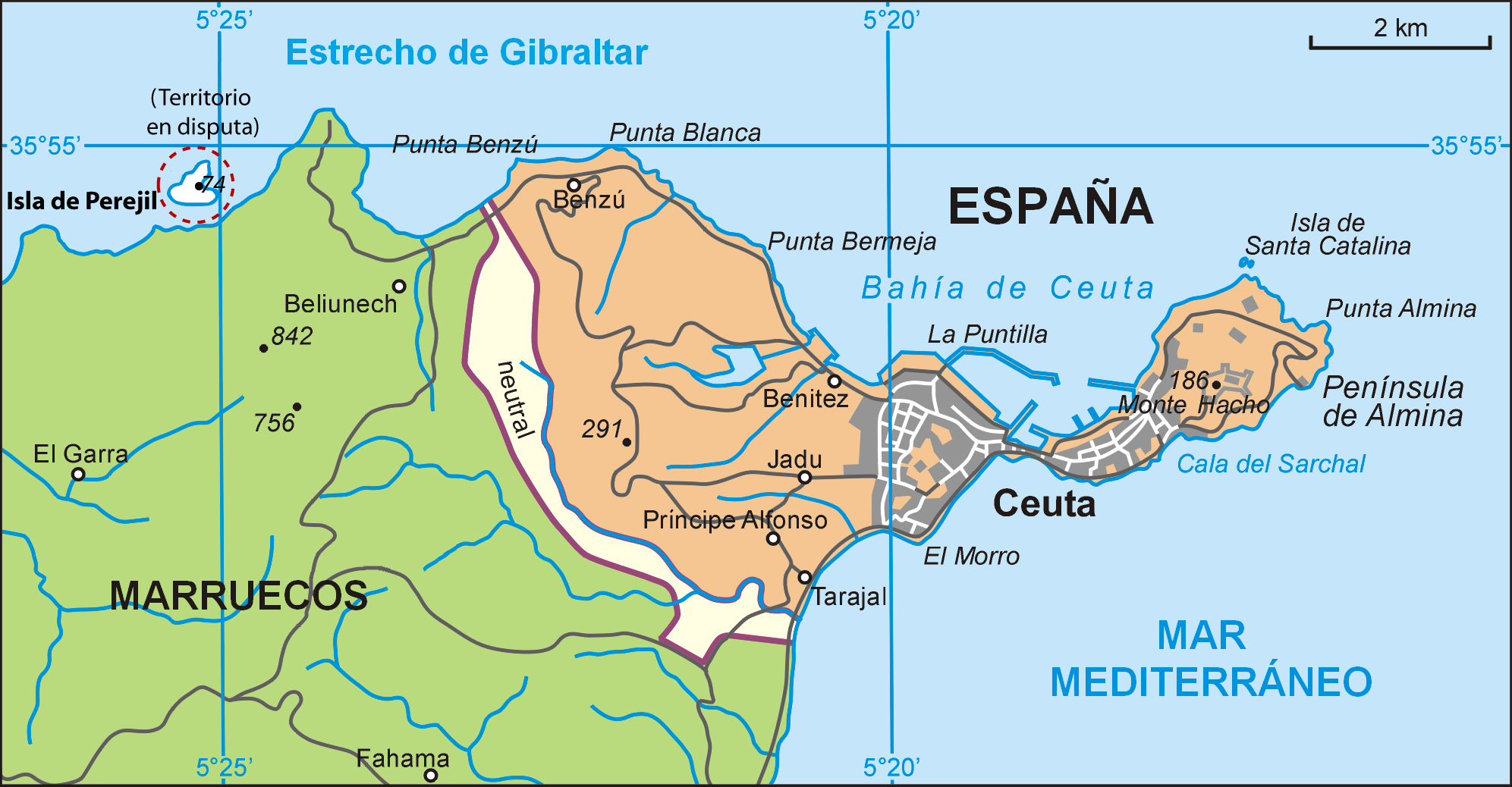
Localització de l'illa.

Perejil (en amazic, Tura; en castellà, Perejil; en àrab, تورة, Tūra, històricament, i ليلى, Lailà, actualment i oficial) és una illa de petites dimensions de l'estret de Gibraltar, situada a uns 200 metres de la costa marroquina i a escassos 8 km al nord-oest del nucli urbà de la ciutat de Ceuta. Pertany oficialment a Espanya, tot i que és reclamada pel Marroc. L’illot està deshabitat però en alguns moments ha hostatjat un reduït grup de soldats espanyols. Aquest illot ha estat identificat com un dels possibles llocs de l’illa llegendària d'Ogígia, que apareix al poema èpic L'Odissea, d'Homer, llar de la nimfa Calipso.
Aquest illot, del qual pocs sabien l'existència, va saltar a les primeres pàgines de l'actualitat el 2002 per la seva ocupació per part de gendarmes marroquins i el posterior desallotjament per efectius militars espanyols, que posteriorment van abandonar l'illa; des d'aleshores es manté l'statu quo existent fins aquell moment.

## Etimologia
Històricament, el nom utilitzat per designar l'illa és Tura, que en amazic significa ‘buit’. En àrab es fa servir el nom Laylà, i en castellà, Perejil, ja que a l'illa hi creix julivert.

## Història
El 1415, els portuguesos van ocupar Ceuta i també l'illot de Perejil. La ciutat i l'illot van ser cedits a Espanya el 1581, poc després que la corona de Portugal va passar a la corona castellana. Aquesta sobirania fou confirmada pel tractat entre Espanya i Portugal del 1668. De fet, l'illa Perejil apareixia al tractat, però mai no va ser ocupada de manera efectiva.
El 1746, el govern espanyol va estudiar la seva defensa, i el 1779, el general Orcasitas, governador de Ceuta, hi va fer un reconeixement militar. Durant la guerra del Francès, sota recomanació d'Anglaterra, Espanya va prendre possessió de l'illot per vigilar, si era el cas, el pas de naus franceses per l'estret. S'hi van fer alguns treballs militars i fou dotada d'artilleria. En 1808, quan els francesos van ocupar Espanya, tropes britàniques de Gibraltar es van desplaçar a l'illa, on romania la guarnició espanyola. El 1813, Ferran VII va demanar als anglesos l'evacuació, que es va produir el 1814. Al cap de pocs anys, la guarnició espanyola també es va retirar a Ceuta, pel cost econòmic que suposava.
El 1836, els Estats Units van demanar l'establiment d'una estació carbonera (llavors, els vaixells anaven amb carbó), però la Gran Bretanya s'hi va oposar. El 1848, els britànics hi van enviar forces des de Gibraltar per ocupar-la, però els espanyols es van avançar i hi van enviar soldats des de Ceuta; el conflicte diplomàtic amb el Regne Unit va acabar amb el reconeixent per aquest país dels drets espanyols. A punt d'iniciar-se la guerra amb el Marroc el 1859, el govern britànic va exigir a Espanya que no ocupés militarment cap territori a l'estret, ja que el control d'aquest últim per Espanya suposaria una amenaça per a la navegació en cas d'hostilitats amb un altre estat.
El 1887, el govern espanyol va decidir instal·lar-hi un far, però, davant de les protestes marroquines, les obres es van aturar i es va donar per entès que els espanyols havien renunciat als seus drets. Els britànics van demanar llavors al soldà poder establir a l'illot una estació carbonera, però no van rebre el permís pertinent; sí que se'ls va autoritzar a extreure'n pedra per construir dics i molls a Gibraltar. El 1894 va circular el rumor que el Marroc havia cedit l'illot a la Gran Bretanya, però no es va confirmar; Espanya va ratificar llavors els seus drets a l'illot. Durant el Protectorat Espanyol al Marroc, hi va tenir una petita guarnició (quatre homes i un suboficial), que finalment va ser retirada a començaments de la dècada de 1960.
El 1995, amb l'aprovació de l'estatut d'autonomia, l'illa no es va incloure dins de la ciutat autònoma de Ceuta, cosa que la defineix, de fet, com un territori dependent directament del govern espanyol.
L'anomenada "crisi de l'illa Perejil", entre el Marroc i Espanya, es va produir l'11 de juliol de 2002, quan va ser ocupada per sis gendarmes marroquins, que van ser desallotjats el 18 de juliol després d'una contundent intervenció militar espanyola, ordenada pel govern del president Aznar. La gravetat de la crisi de Perejil va arribar a provocar la mediació del Secretari d'Estat Colin Powell, ja que els EUA són aliats dels dos països enfrontats. Tant el Marroc com Espanya en reivindiquen la sobirania, tot i que des de l'incident del 2002 es manté l'statu quo existent fins aleshores, caracteritzat per la no ocupació humana de l'illot, habitat només per un ramat de cabres que són propietat de pastors marroquins.